# The End of the World (песня Скитер Дэвис)
«End of the World» — песня, написанная композитором Артуром Кентом и автором текста Сильвией Ди, которые часто работали в одной команде. Они написали песню для американской кантри-певицы Скитер Дэвис, и её запись стала очень успешной в начале 1960-х годов, попав в пятёрку лучших в четырёх разных чартах, включая № 2 в основном Billboard Hot 100. Выпущена в декабре 1962 года лейблом RCA Victor как лид-сингл. Она породила множество кавер-версий. Вошла в четвёртый студийный альбом Дэвис Skeeter Davis Sings The End of the World.

## История
«The End of the World» — это грустная песня о последствиях романтического разрыва. Сильвия Ди, автор текста, сказала, что для создания настроения песни она опиралась на свои переживания и горе после смерти отца. Музыкальный сайт AllMusic кратко характеризует Дэвис как певицу, «со своим классическим хитом „The End of the World“ практически изобретшую [музыкальный жанр] поп-кантри».
Дэвис записала свою версию со звукорежиссёром Биллом Портером 8 июня 1962 года на студии RCA в Нашвилле, продюсером выступил Чет Аткинс, а в записи принял участие знаменитый американский пианист Флойд Крамер. Выпущенная RCA Records в декабре 1962 года, песня «The End of the World» достигла вершины в марте 1963 года, заняв 2 место в Billboard Hot 100 (после «Our Day Will Come» группы Ruby & the Romantics), 2 место в кантри-чарте Billboard Hot Country, 2 место в чарте Billboard Hot Country Singles, № 1 в чарте Billboard Easy Listening, № 4 в чарте Billboard Hot R&B Singles и 1-го места в adult contemporary-чарте. Это первый и единственный случай, когда песня вошла в Топ-10 (и Топ-5) во всех этих четырёх разножанровых чартах Billboard. Billboard признал её песней № 2 по итогам всего 1963 года.
В версии Дэвис, после того как она исполняет всю песню в тональности Си-бемоль мажор, песня модулируется на полшага вверх в тональность си, где Дэвис произносит первые две строки последней строфы, а затем поёт остальную часть строфы, завершая песню.
Песня «The End of the World» прозвучала на похоронах Аткинса в инструментальной обработке Марти Стюарта. Песня также звучала на похоронах самой Дэвис в зале Ryman Auditorium. Её версия звучала в нескольких фильмах, телешоу и видеоиграх.

## Чарты
| Чарт (1963)                       | Высшая позиция |
| --------------------------------- | -------------- |
| Австралия Kent Music Report       | 32             |
| Дания Hitlisten                   | 6              |
| Гонконг                           | 1              |
| Новая Зеландия Hit Parade         | 3              |
| Филиппины                         | 1              |
| ЮАР RiSA                          | 3              |
| Великобритания UK Singles Chart   | 18             |
| США Billboard Hot 100             | 2              |
| США Billboard Hot Country Singles | 2              |
| США Billboard Hot R&B Singles     | 4              |
| США Billboard Easy Listening      | 1              |
| США Cash Box Top 100              | 2              |
| США Cash Box Country Singles      | 2              |

## Версия Сони
В 1990 году английская певица Соня (Соня Эванс) исполнила песню «End of the World». Пятый и последний сингл её дебютного альбома Everybody Knows, он достиг 18 места в Великобритании, той же позиции в чарте, что и оригинал, и 18 места в Ирландии. Би-сайд сингла «Can’t Help the Way That I Feel» также появился на дебютном альбоме Сони. Это был её последний сингл с продюсерско-авторским трио Сток, Эйткен и Уотерман.

### Критика
Дэвид Джайлс из Music Week оценил эту версию как «отточенную» кавер-версию и «заявку на изысканность от вундеркинда SAW [Сони]», и счёл, что она возглавит британский чарт.

### Чарты
| Чарт (1990)                     | Высшая позиция |
| ------------------------------- | -------------- |
| Австралия (ARIA Charts)         | 153            |
| Европа (Eurochart Hot 100)      | 53             |
| Ирландия (IRMA)                 | 18             |
| Великобритания (OCC UK Singles) | 18             |

## Другие версии
Песня была записана Джули Лондон в 1963 году для её альбома The End of the World. Песня была записан группой Carpenters на их альбом Now & Then, выпущенный в 1973 году.
Летом 1966 года шведская поп-группа Mike Wallace & The Caretakers записала эту песню. Выпущенная в качестве сингла в августе того же года, она была сопровождена песней «Whitsand Bay», написанной Уоллесом по мотивам туристического места, которое он часто посещал. Она стала хитом на Tio i Topp, войдя в чарт 6 августа 1966 года на пятой позиции. Она возглавила чарт 27 августа, оставаясь на вершине в течение недели. Она покинула чарт 29 октября на 14-й позиции, проведя в нём 13 недель. В чарт продаж Kvällstoppen она вошла 16 августа 1966 года на 18-й позиции. Она достигла своей вершины на втором месте 6 сентября, но её не пустила на вершину песня Beatles «Yellow Submarine». Она покинула чарт 8 ноября на 18-й позиции, проведя в нём 13 недель.
Чтобы извлечь выгоду из версии Caretakers, Анна-Лена Лёфгрен записала песню на шведском языке под названием «Allt är förbi», став хитом Svensktoppen в течение семи недель с 9 октября по 19 ноября 1966 года.
Версия американской кантри-певицы Эллисон Пейдж достигла 72-го места в чарте Billboard Hot Country Singles & Tracks в мае 2000 года.
Группа Dot Wiggin Band выпустила кавер-версию «End of the World» в качестве последней песни на своём альбоме Ready! Get! Go! (2013), которая, по мнению японского рок-музыканта Синтаро Сакамото, «действительно звучит как конец света».

## Другие использования
- Песня звучит в драматическом фильме 1960-х годов «Прерванная жизнь» (1999)[27]
- Песня появляется в качестве радио-трека в видеоигре Fallout 4[28].
- Кавер-версия Шэрон Ван Эттен использована в фильме 2019 года «В тени Луны»[29].
- Песня звучит в фильме студии Marvel «Вечные» 2021 года, а также была показана в первом трейлере[30][31].